# RAB17
RAB17 (англ. RAB17, member RAS oncogene family) – білок, який кодується однойменним геном, розташованим у людей на короткому плечі 2-ї хромосоми.  Довжина поліпептидного ланцюга білка становить 212 амінокислот, а молекулярна маса — 23 491.
| 10         |  | 20         |  | 30         |  | 40         |  | 50         |
| ---------- |  | ---------- |  | ---------- |  | ---------- |  | ---------- |
| MAQAHRTPQP |  | RAAPSQPRVF |  | KLVLLGSGSV |  | GKSSLALRYV |  | KNDFKSILPT |
| VGCAFFTKVV |  | DVGATSLKLE |  | IWDTAGQEKY |  | HSVCHLYFRG |  | ANAALLVYDI |
| TRKDSFLKAQ |  | QWLKDLEEEL |  | HPGEVLVMLV |  | GNKTDLSQER |  | EVTFQEGKEF |
| ADSQKLLFME |  | TSAKLNHQVS |  | EVFNTVAQEL |  | LQRSDEEGQA |  | LRGDAAVALN |
| KGPARQAKCC |  | AH         |  |            |  |            |  |            |

A: Аланін

C: Цистеїн

D: Аспарагінова кислота

E: Глутамінова кислота

F: Фенілаланін

G: Гліцин

H: Гістидин

I: Ізолейцин

K: Лізин

L: Лейцин

M: Метіонін

N: Аспарагін

P: Пролін

Q: Глутамін

R: Аргінін

S: Серин

T: Треонін

V: Валін

W: Триптофан

Кодований геном білок за функцією належить до фосфопротеїнів. 
Задіяний у таких біологічних процесах як транспорт, транспорт білків, поліморфізм, альтернативний сплайсинг. 
Білок має сайт для зв'язування з нуклеотидами, ГТФ. 
Локалізований у мембрані, клітинних відростках, ендосомах.